# Eugen Caminschi

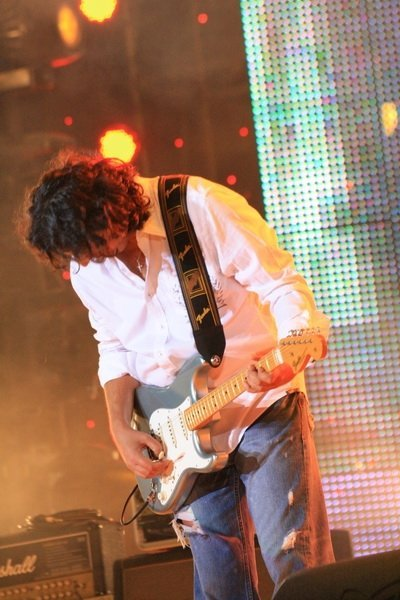

Eugen Caminschi (n. 16 februarie 1968, Ploiești) este un chitarist român.

## Biografie
Primii pași în lumea muzicii i-a făcut la vârsta de 7 ani, călăuzit de tatăl său, Toma Caminschi, de la care a luat primele lecții de vioară. Au urmat 8 ani de studii la acest instrument cu profesorul Dan Petrescu, pâna în 1983, când a cunoscut pentru prima dată instrumentul pentru care a făcut cea mai mare pasiune până în ziua de azi - chitara.
Primul profesor și mentor a fost George Stănescu cu care a păstrat o frumoasă prietenie pâna-n prezent și de la care a învățat care sunt adevaratele valori în muzică - Jimi Hendrix, Led Zeppelin, Rolling Stones etc. În anii de liceu și-a alcătuit prima trupă ce împrumută stilul formației canadiene Rush, sub numele de "Pur și simplu" cu care a continuat să cânte în Buzău, orașul în care a locuit până în 1988.
Odata cu admiterea la Institutul de Construcții din București s-au deschis noi orizonturi și în lumea muzicii. Prima experiență deosebită ca apariție scenică alături de muzicieni de blues a avut-o în 1993 la primul club de blues din țară - "You & Me", unde aveau loc jam session-uri în serile de miercuri sub numele de "Black Cat Bone" la care participau muzicieni deja cunoscuți ca AG Weinberger, Sorin Chifiriuc, Mugurel Vrabete, Florin Ionescu, Cătălin Rotaru, Corneliu Stroe, Silviu Aioniță, Walter Dionisie, Garbis Dedeian, Emil Bazga etc.
Se pare că aceste întâlniri aveau să-i marcheze cariera deoarece la puțin timp după aceea a fost cooptat de Sorin Chifiriuc la "Electric Red Roosters" unde a început cu adevărat "pelerinajul" în aria bluesului. Două din aparițiile scenice notabile ar fi recitalul de la Sala Polivalentă, în deschiderea concertului de rock simfonic a lui Carl Palmer precum și "Cerbul de aur" unde "Electric Red Roosters" au cântat înaintea celebrului Jimmy Smith.
După o experiență de 2 ani alături de Sorin Chifiriuc, a înființat împreună cu basistul Mugurel “Deaca” Diaconescu, grupul "Black Cat " - o prezență importantă în zona bluesului, cu care a înregistrat în seara de 30 septembrie 1999 primul album live de blues din România - "Live în Lăptaria Enache". Pe lângă piesele standard de blues interpretate firește într-o manieră personală, albumul conține și două compoziții semnate Eugen Caminschi -"Lucky Guy" și "Need a Friend". La acest concert au participat și doi invitați de seamă - Berti Barbera și, bineînteles, bunul său prieten, regretatul Ștefan Adumitroaie, cu care a avut, dealtfel, în duet, numeroase concerte în cluburile de blues.
În aceeași perioadă a colaborat și cu A.G. Weinberger, Mugurel Vrabete și Florin Ionescu sub titulatura "Weinberger Blues Machine", colaborare care a avut ca rezultat numeroase recitaluri în țară printre care de remarcat sunt concertele prilejuite de vizita președintelui american Bill Clinton în România în anul 1997 ăi participarea la sesiunea de înregistrări pentru albumul "Standard Weinberger".
După 7 ani de experiență în blues - în anul 2000 Eugen Caminschi schimbă registrul sonor către alte genuri de muzică, prima experiență fiind colaborarea cu Mircea Vintilă pentru înregistrările albumului "Madama de pică", la care avea să-l reîntilnească pe Mugurel Vrabete, de altfel producător executiv al acestui proiect.
Doua luni după lansarea acestui album a urmat propunerea de a cânta alături de trupa "Vama Veche" în turneul de 15 concerte "Povestea merge mai departe" care a avut ca urmare o nouă colaborare până în prezent, materializată prin trei discuri - "Nu ne mai trageți pe dreapta" în 2001, "Am să mă întorc bărbat" în 2002, respectiv "Best Of Vama Veche" în 2003, precum și numeroase concerte pe scene mari - "Cerbul de aur"(2003), seria de concerte "Am să mă întorc bărbat" de la Teatrul Național etc.
Toate părțile de chitară, indiferent de colaborările amintite, au păstrat același parfum discret al blues-ului pentru care Eugen a rămas fidel, dovada fiind apariția pe albumul "Let the good times roll" cu Big band-ul Radio în 2002 și prezența într-o nouă trupă de blues - "Big Mamou", alături de Florin Ochescu, Gelu Ionescu, Berti Barbera, Florin Barbu și Sorin Pupe Tănase.
Tot ca o prezență discografică de remarcat este și albumul "Blues Expert" al lui Alexandru Andrieș pe care Eugen a înregistrat două piese  - "Carmen, Mihaela, Monica (și Dana)" și "La mine-n cântec", iar mai tarziu, continuand colaborarea cu Alexandru Andries in 2005 si pe "Comanda Speciala", "Editie Speciala" in 2006 respectiv "Du-ma inapoi" in 2010.
Una dintre colaborările importante cu Mircea Vintilă este albumul - "Toți într-o barcă" - la care a lucrat împreună cu doi dintre cei mai apropiați colaboratori, Gelu Ionescu și Mugurel Vrabete. Pe lângă parțile de chitară, Eugen Caminschi a avut un aport substanțial la orchestrațiile celor 10 piese de pe album și a contribuit cu două compoziții - "Poveste fără sfârșit" și "Tulburător" pe versuri semnate Alexandru Andrieș. In 2005 a urmat o noua colaborare cu acelasi autor pe albumul "Opere si operete".
Ca membru titular al trupei Vama Veche apare pe coperta albumelor : Vama Veche – Live la Sala Palatului[2005], Vama Veche – Fericire în rate [2006].
In 2004 este cooptat de Mihai Pocorschi in "VH2 " grup în care activeaza pana in 2009.
Pe 5 septembrie 2006, Tudor Chirila și Eugen Caminschi înființează o noua formație, sub numele de "Vama". În luna iunie 2008 este lansat primul album al trupei, intitulat – “VAMA” – care în vremea aceea îi avea in componență, pe lângă cei doi, pe Raul Kusack – clape, Dan Opriș - chitară bas și Lucian “Clopo” Cioarga – baterie, urmat de cel de-al doilea disc - "2012" produs de asemeni de Agentia de Vise. Ultimul proiect discografic "Vama" este albumul "Better" lansat in octombrie 2017, la care impreuna cu producatorul britanic James Lewis si ceilalti patru membri ai formatiei, Eugen Caminschi a contribuit la materializarea celor 12 cantece in limba engleza, diferite stilistic de piesele de pe albumele anterioare printr-un aer british, modern, proiect care a generat un an mai tarziu un turneu de concerte in UK.

## Colaborări
- Electric Red Roosters (1993–1995) [2]
- Black Cat (1995–2001) [3]
- Weinberger Blues Machine (1995–1998)
- Mircea Vintilă (2000–2006) [4]
- Vama Veche (2000–2006) [5]
- Blues Cafe (din 2001) [6]
- Big Band-ul Radio (2002) [7]
- Alexandru Andrieș (din 2003) [8]
- VH2 (2004–2009)
- Vama (din 2006)
- Vița de Vie (2013)

## Discografie
- Standard Weinberger – AG Weinberger – 1997, Genius CD
- Live în Lăptăria lui Enache – Black Cat – 1999, Intercont Music
- Blues Con-Fusion – Ștefan Adumitroaie – 2000, Soft Records
- Whiskey Laurence – Laurențiu Stoian – 2000, Soft Records
- Alter(n)ativ – Middlefinger – 2000, Soft Records
- Madama de pică – Mircea Vintilă – 2000, Roton
- Nu ne mai trageți pe dreapta – Vama Veche – 2001, MediaPro Music
- Am să mă întorc bărbat – Vama Veche – 2002, MediaPro Music
- Let the Good Times Roll – Big Band Radio – 2002, Societatea Română de Radiodifuziune
- Blues expert – Alexandru Andrieș - 2003, A&A Records
- Best of Vama Veche – Tuborg Music Collection 5 – Vama Veche – 2003, Agenția de Vise
- Toți într-o barcă – Mircea Vintilă & Brambura – 2003, Intercont Music
- Live la Sala Palatului – Vama Veche – 2005, Agenția de Vise
- Opere și operete – Mircea Vintilă – 2005, Intercont Music
- Comandă specială – Alexandru Andrieș – 2005, A&A Records
- Romanian Tribute to Jimi Hendrix – 2005, Zaka Music
- Ediție specială – Alexandru Andrieș – 2006, A&A Records
- Fericire în rate – Vama Veche – 2006, Agenția de Vise
- Vama – Vama – 2008, Agenția de Vise
- Du-mă înapoi – Alexandru Andrieș – 2010, A&A Records
- 2 – VH2 – 2011, Cat Music
- 2012 – Vama – 2012, Agenția de Vise
- Acustic – Vița de Vie – 2013, VDV Music/Universal Music România
- Better – Vama – 2017, Agenția de Vise
- Good Times - Eugen Caminschi si Bogdan Bogy Nagy- 2023